# Claymore (manga)
Claymore is een Japanse mangaserie geschreven en geïllustreerd door Norihiro Yagi. De manga verscheen in 2001 voor het eerst in het nu opgeheven Monthly Shōnen Jump. Toen in 2007 het magazine stopte werd de serie tijdelijk gepubliceerd in Weekly Shōnen Jump en toen in november 2007 Jump Square geïntroduceerd werd verhuisde de serie naar dit magazine. Al deze magazines worden/werden uitgegeven door Shueisha en onder hun "Jump Comics" label zijn 27 volumes/tankōbons uitgebracht in Japan.

## Plot
Het verhaal speelt in een middeleeuwse wereld geterroriseerd door monsters genaamd Yoma. Yoma voeden zich met menselijke vlees. Een naamloze organisatie heeft naamloze monsterjagers gecreëerd om de Yoma te bestrijden. Ze worden door de lokale bevolking Claymore genoemd. Een Claymore heeft bovennatuurlijke kracht, snelheid, lichtblond tot wit haar en zilverkleurige ogen.
Het verhaal draait om een Claymore genaamd Clare, haar rang/nummer is 47. Het nummer van een Claymore hangt samen met de sterkte/vaardigheden van een Claymore. Hoe lager het nummer des te sterker de Claymore. In totaal zijn er 47 nummers overeenkomend met het aantal gebieden/zones in deze wereld. 
Clare is geen normale Claymore. Een Claymore wordt gecreëerd door Yomavlees in het menselijk lichaam te brengen. Clare daarentegen is maar voor een vierde Yoma omdat bij haar vlees van andere Claymore gebruikt is. Het vlees is afkomstig van een voormalige nummer 1 bedoeld als experiment.

## Anime
De eerste elf delen van de manga werden door Madhouse Studios verwerkt tot een 26 afleveringen tellende anime. Deze werd in Japan in 2007 uitgezonden van 3 april tot 25 september.